# Nils Alphand
Nils Alphand (ur. 16 czerwca 1996) – francuski narciarz alpejski, złoty medalista mistrzostw świata juniorów.

## Kariera
Po raz pierwszy na arenie międzynarodowej pojawił się 28 listopada 2011 roku w Tignes, gdzie w zawodach juniorskich, gdzie nie ukończył pierwszego przejazdu w gigancie. W 2017 roku wystartował na mistrzostwach świata juniorów w Åre, gdzie zdobył złoty medal w supergigancie. Ponadto zajął 52. miejsce w zjeździe, a rywalizacji w superkombinacji nie ukończył. W zawodach Pucharu Świata zadebiutował 16 marca 2017 roku w Aspen, gdzie zajął 18. miejsce w supergigancie.
Jego ojciec, Luc Alphand, reprezentował Francję w narciarstwie alpejskim. Jego siostra, Estelle Alphand, także jest narciarką i reprezentuje Szwecję.

## Osiągnięcia

### Mistrzostwa świata juniorów
| Miejsce | Dzień    | Rok  | Miejscowość | Konkurencja     | Czas biegu | Strata | Zwycięzca     |
| ------- | -------- | ---- | ----------- | --------------- | ---------- | ------ | ------------- |
| 52.     | 8 marca  | 2017 | Åre         | Zjazd           | 1:23,34    | +3,71  | Sam Morse     |
| 1.      | 9 marca  | 2017 | Åre         | Supergigant     | 1:17,91    | -      | -             |
| DNF2    | 11 marca | 2017 | Åre         | Superkombinacja | 2:05,14    | -      | Loïc Meillard |

### Puchar Świata

#### Miejsca w klasyfikacji generalnej
- sezon 2016/2017: -
- sezon 2017/2018:

#### Miejsca na podium w zawodach
Alphand nie stawał na podium zawodów PŚ.